# Jon Agirre
Pour les articles homonymes, voir Agirre.
Agirre  Egaña est un nom espagnol. Le premier nom de famille, en général paternel, est Agirre ; le second, en général maternel, souvent omis, est Egaña.
Jon Agirre Egaña (né le 10 septembre 1997 à Zumaia au Pays basque) est un coureur cycliste espagnol. Il évolue au sein de l'équipe Kern Pharma.

## Biographie
Lors de ses quatre saisons espoirs (moins de 23 ans), Jon Agirre court au sein de divers clubs basques. Décrit comme un bon grimpeur, il s'illustre principalement dans le calendrier amateur. Il termine par ailleurs quatrième du Tour du Portugal de l'Avenir en 2018. 
En 2019, il est sélectionné à plusieurs reprises en équipe nationale d'Espagne. Il se classe notamment en juin onzième de l'Orlen Nations Grand Prix, manche de la Coupe des Nations espoirs. Deux mois plus tard, il se distingue lors du Tour de l'Avenir en terminant septième d'une étape au col de la Loze, puis sixième le lendemain à Tignes. Ses passages en tête lors de cols répertoriés lui permettent de remporter le classement de la montagne. 
Il passe finalement professionnel en 2020 dans la nouvelle équipe continentale espagnole Kern Pharma. Durant l'année 2021, il se classe quatrième de l'Alpes Isère Tour, dixième du Tour du Frioul-Vénétie julienne, douzième du Tour Alsace ou encore quinzième de la Route d'Occitanie. Il termine également huitième du Tour de Langkawi et dixième du Czech Tour en 2023.

## Palmarès et résultats

### Palmarès par année
- 2018
  - 2e du Mémorial Etxaniz
  - 2e du Torneo Lehendakari
  - 3e du Premio San Pedro
  - 3e de l'Oñati Proba
- 2019
  - Ereñoko Udala Sari Nagusia
  - 3e du Mémorial José María Anza
  - 3e du Dorletako Ama Saria
  - 3e de l'Oñati Proba

### Classements mondiaux
| Année           | 2020   |
| --------------- | ------ |
| UCI Europe Tour | 1 435e |